# Mine d'antimoine d'Ouche
La mine d'antimoine d'Ouche, près du hameau d’Ouche, au nord de Massiac, dans le département du Cantal, à la confluence du ruisseau Bussac et de l'Alagnon fut l’un des sites miniers actifs du XIXe siècle. 

## Histoire
Vers 1760, la comtesse de Brion fait exploiter artisanalement une mine à Ouche et en 1786, les sieurs Thomas et Tixier sollicitent une demande d’exploitation de l’antimoine à Ouche. En 1810, c'est le tour des sieurs Jean d'Auzat Bertier et Etienne Paulhac de faire une demande de concession et finalement en 1826, après un rapport d’un ingénieur des mines, monsieur Baudin, une concession minière est accordée sur 170 hectares.
Dans le premier tiers du XIXe siècle, une fièvre minière s’est emparée de la région Cézallier et des vallées qui le traversent ou l'enserrent.
Sur la période 1838-1851 est exploité un filon grâce à la construction proche du site d’un four à liquidation, puis 1869-1872 c'est la reprise des travaux miniers et le fonctionnement attesté de fours à liquidation. En 1881, la veuve Ravoux et les héritiers Brugeyroux louent la mine pour dix ans au Comptoir des mines d’Antimoine d’Auvergne, connu sous le nom de "Société anglaise". Un rapport de monsieur de Béchevel indique que la mine d’Ouche emploie 67 ouvriers.
Emmanuel Chatillon, industriel à Brioude, créé en 1886 une fonderie d'antimoine, forte du dépôt deux ans plus tard d'un nouveau brevet d'affinage par "grillage volatilisant" permettant de traiter les minerais pauvres, très nombreux dans la vallée de la Sianne. 
Pour alimenter son usine, il obtient l’autorisation de  fouilles à la future mine d'antimoine de Conche et les concessions des mines d'antimoine et autres minerais connexes de Brioude, La Bessade, Lubilhac et à la mine d'antimoine d'Ouche, à un lieu-dit au nord de Massiac, à la confluence du ruisseau Bussac et de l'Alagnon. Il loue la mine d'antimoine d'Ouche pour dix ans et engage une exploitation rationnelle du gîte.
Devenu propriétaire de ses autres installations minières en 1898, Emmanuel Chatillon lance en 1907 la construction de l’usine du "Babory de Blesle, qu'il appelle "la Fonderie d'antimoine d'Auvergne", après avoir vendu deux ans plus tôt la mine d'antimoine de Conche, afin de se procurer les fonds. Il vend aussi la mine d'Ouche, à Giraud, fondeur à Brioude  qui poursuit activement son exploitation, avec 27 ouvriers.
Dans les années suivantes, les mineurs auvergnats subiront la concurrence du gisement de La Lucette, en pleine expansion. Devenu propriétaire de ses propres installations minières en 1898, Emmanuel Chatillon lance en 1907 la construction de l’usine du "Babory de Blesle, qu'il appelle "la Fonderie d'antimoine d'Auvergne", après avoir vendu deux ans plus tôt la mine d'antimoine de Conche, afin de se procurer les fonds.
Depuis 1905, la mine appartient à la société italienne « Minière et fonderie d’antimonio » qui développe l’industrie de l’antimoine dans le district de Massiac-Brioude et construit une importante usine près de la gare de Massiac. Il y a alors 60 ouvriers à Ouche, où l’usine de grillage est remise en état.
En 1910, la production d’antimoine à 8% est de 150 à 200 tonnes par mois et en 1912, l’usine hydro-électrique de Massiac fournit le courant à la mine d’Ouche.